# Cinzia Zehnder
Cinzia Zehnder est une footballeuse suisse née le 4 août 1997 à Zurich. Elle évolue au poste d'attaquante au Bayern Munich II.

## Biographie
Elle participe à la Coupe du monde de football féminin 2015 organisée au Canada. Elle joue 10 minutes contre l'équipe du Japon, match perdu 1-0.

## Palmarès
- Championne de Suisse en 2013 et 2014 avec le FC Zürich
- Vainqueur de la Coupe de Suisse en 2013 avec le FC Zürich